# كيث هورن
كيث هورن (بالإنجليزية: Keith Horne)‏ هو لاعب غولف جنوب أفريقي، ولد في 9 يونيو 1971 في ديربان في جنوب أفريقيا.

## وصلات خارجية
- كيث هورن على موقع رابطة أوروبا للاعبي الغولف المحترفين (الإنجليزية)
- كيث هورن على موقع رابطة اليابان للاعبي الغولف المحترفين (الإنجليزية)
- كيث هورن على موقع التصنيف العالمي الرسمي للغولف (الإنجليزية)